# The Nothing (альбом Korn)
The Nothing (с англ. — «Ничто») — тринадцатый студийный альбом американской ню-метал-группы Korn, вышедший 13 сентября 2019 года. Продюсером альбома стал вновь Ник Рэскаленикс, который ранее работал с группой над предыдущим альбомом.

## Об альбоме
Вокалист Джонатан Дэвис сообщил, что название альбома было взято из фильма «Бесконечная история». В прошлом году он потерял жену, которая умерла от передозировки наркотиков, и столь трагическое событие не могло не отразиться на новом материале группы. Но Дэвис также сказал, что работа над «The Nothing» помогла ему оправиться от случившегося. Дэвис сказал об этом альбоме: «Я прошел через ад в прошлом году и должен был очиститься от того, через что я проходил, и позволить слушателю прочувствовать эти эмоции. Я не знаю, как объяснить это, но это полностью захватывает меня. Когда вы слышите, как я ломаюсь и плачу, это по-настоящему. Так я выпускаю пар. Некоторые люди ходят к психиатру. Для меня психиатр — это моя музыка».
Запись альбома заняла необычно много времени для альбома Korn. Дэвис сказал в интервью Kerrang!, что обычно он записывает типичный альбом Korn в течение двух недель, а вокальные треки для The Nothing он записывал около четырёх месяцев. После выхода альбома группа объявила о предстоящем туре с Alice in Chains.

## Выпуск альбома и продвижение
25 июня 2019 года группа обнародовала название альбома, официальную дату выпуска и выпустила свой первый сингл «You’ll Never Find Me» и второй сингл «Cold» 2 августа. 6 сентября, с выпуском третьего сингла «Can You Hear Me», Korn анонсировали шести-эпизодную серию подкастов. Подкаст носит то же название, что и альбом, и является вымышленным шоу о журналисте, который едет в небольшой город в Канзасе, чтобы расследовать исчезновение подростка. В день релиза, 13 сентября, группа дала специальный концерт только для приглашенных. В сет-лист вошли четыре трека из The Nothing, три из которых ранее не звучали вживую.

## Коммерческое исполнение
The Nothing дебютировал под 8 номером в американском чарте Billboard 200 с 33 000 эквивалентными единицами, из которых — 29 000 чистые продажи.

## Критический прием
The Nothing получил всеобщее признание критиков; на сайте-агрегаторе Metacritic оценка альбома составляет 83 из 100 баллов на основе 6 рецензий.
В обзоре AllMusic Ник Юнг писал: «За атмосферным NIN-подобным пианино и высокими барабанами Дэвис раскрывает свою душу, пораженную чувством вины, в финальной исповедальне. Когда волнение исчезает, он плачет: „Я проиграл, я проиграл“. Это один из самых грустных моментов в их каталоге, нижняя точка, иронично возвышающая этот альбом до одного из их самых сильных актов. Korn всегда преуспевали в боли, но с The Nothing это наиболее подлинно, чем когда-либо было».
The Nothing стал одним из 50 лучших метал-альбомов 2019 года по версии Loudwire.

## Список композиций
| №                   | Название                      | Автор(ы)                                                                                        | Длительность |
| ------------------- | ----------------------------- | ----------------------------------------------------------------------------------------------- | ------------ |
| 1.                  | «The End Begins»              | Джонатан Дэвис                                                                                  | 1:31         |
| 2.                  | «Cold»                        | Дэвис, Джеймс Шаффер, Брайан Уэлч, Реджинальд Арвизу, Рэй Лузье, Ник Рэскаленикс, Лаурен Кристи | 3:46         |
| 3.                  | «You'll Never Find Me»        | Дэвис, Уэлч, Шаффер, Арвизу, Лузье, Рэскаленикс, Билли Корган                                   | 3:41         |
| 4.                  | «The Darkness is Revealing»   | Дэвис, Уэлч, Шаффер, Арвизу, Лузье, Рэскаленикс                                                 | 3:40         |
| 5.                  | «Idiosyncrasy»                | Дэвис, Уэлч, Шаффер, Арвизу, Лузье, Рэскаленикс                                                 | 4:39         |
| 6.                  | «The Seduction Of Indulgence» | Дэвис                                                                                           | 1:43         |
| 7.                  | «Finally Free»                | Дэвис, Уэлч, Шаффер, Арвизу, Лузье                                                              | 3:54         |
| 8.                  | «Can You Hear Me»             | Дэвис, Уэлч, Шаффер, Арвизу, Лузье                                                              | 2:53         |
| 9.                  | «The Ringmaster»              | Дэвис, Уэлч, Шаффер, Арвизу, Лузье                                                              | 3:01         |
| 10.                 | «Gravity Of Discomfort»       | Дэвис, Уэлч, Шаффер, Арвизу, Лузье, Рэскаленикс, Кристи                                         | 3:35         |
| 11.                 | «H@rd3r»                      | Дэвис, Уэлч, Шаффер, Арвизу, Лузье, Рэскаленикс, Кристи                                         | 4:47         |
| 12.                 | «This Loss»                   | Дэвис, Уэлч, Шаффер, Арвизу, Лузье, Рэскаленикс, Джон Фельдман                                  | 4:41         |
| 13.                 | «Surrender To Failure»        | Дэвис                                                                                           | 2:21         |
| Общая длительность: | Общая длительность:           | Общая длительность:                                                                             | 44:12        |

## Участники записи
Korn
- Джонатан Дэвис — вокал, волынка
- Брайан «Хэд» Уэлч — гитара
- Джеймс «Манки» Шаффер — гитара
- Реджинальд «Филди» Арвизу — бас-гитара
- Рэй Лузье — барабаны

Дополнительный персонал
- Ник Рэскаленикс — продюсер
- Жюль Вентурини — программирование
- Натан Дэвис — программирование
- Тиаго Нуньес — программирование
- Дэвид «Бено» Бенвенист — исполнительный продюсер
- Джош Уилбур — сведение
- Тед Дженсон — мастеринг
- Натан Ярборо — звукоинженер
- Крис Кольер — дополнительный звукоинженер
- Джим Монте — дополнительный звукоинженер
- Мэтт Уоллес — дополнительный звукоинженер

## Позиции в чартах

### Недельные чарты
| Чарт (2019)                         | Высшая позиция |
| ----------------------------------- | -------------- |
| Австралия (ARIA)                    | 5              |
| Австрия (Ö3 Austria)                | 7              |
| Бельгия/Валлония (Ultratop)         | 8              |
| Бельгия/Фландрия (Ultratop)         | 6              |
| Великобритания (UK Albums Chart)    | 9              |
| Венгрия (MAHASZ)                    | 3              |
| Германия (Offizielle Top 100)       | 6              |
| Ирландия (IRMA)                     | 50             |
| Испания (PROMUSICAE)                | 14             |
| Италия (Classifica album)           | 14             |
| Канада (Canadian Albums Chart)      | 11             |
| Латвия (LAIPA)                      | 27             |
| Литва (AGATA)                       | 95             |
| Мексика (AMPROFON)                  | 10             |
| Нидерланды (Album Top 100)          | 24             |
| Новая Зеландия (RMNZ)               | 10             |
| Польша (ZPAV)                       | 8              |
| США (Billboard 200)                 | 8              |
| Финляндия (Suomen virallinen lista) | 13             |
| Франция (SNEP)                      | 18             |
| Чехия (ČNS IFPI)                    | 47             |
| Швейцария (Schweizer Hitparade)     | 4              |
| Швеция (Sverigetopplistan)          | 60             |
| Шотландия (Scottish Albums Chart)   | 6              |
| Япония (Oricon)                     | 23             |

### Годовые чарты
| Чарт (2019)           | Позиция |
| --------------------- | ------- |
| США (Top Rock Albums) | 88      |